# Zeesen

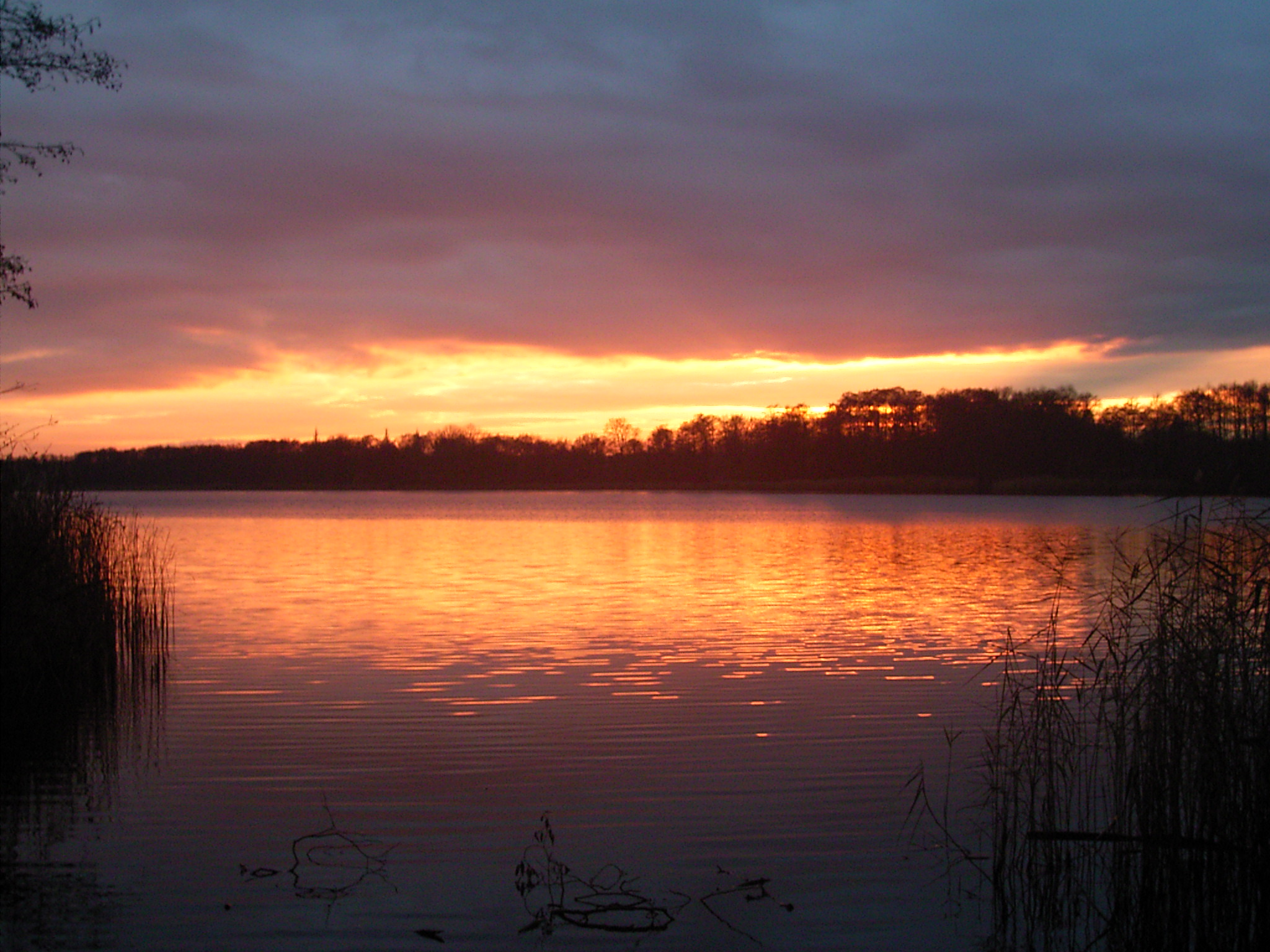
Zeesener See von Senzig aus

Zeesen ist ein Ortsteil der Stadt Königs Wusterhausen im Landkreis Dahme-Spreewald in Brandenburg. Der Ort liegt am Zeesener See. Bis zum 26. Oktober 2003 war Zeesen eine eigenständige Gemeinde.

## Lage
Auf einer Fläche von etwa neun Quadratkilometern leben 5882 Einwohner (Stand: August 2022). Körbiskrug ist ein Ortsteil von Zeesen und liegt an der Bundesstraße 179 von Bestensee nach Königs Wusterhausen. Teilflächen der Zeesener Gemarkung gehören zum 1995 gebildeten Naturschutzgebiet Tiergarten, dessen Kern, das alte königliche Jagdrevier Tiergarten, im Norden an das Senziger Luch grenzt. Das Senziger Luch schließt an die Nordspitze des Zeesener Sees an.

## Geschichte und Etymologie

### 16. und 17. Jahrhundert

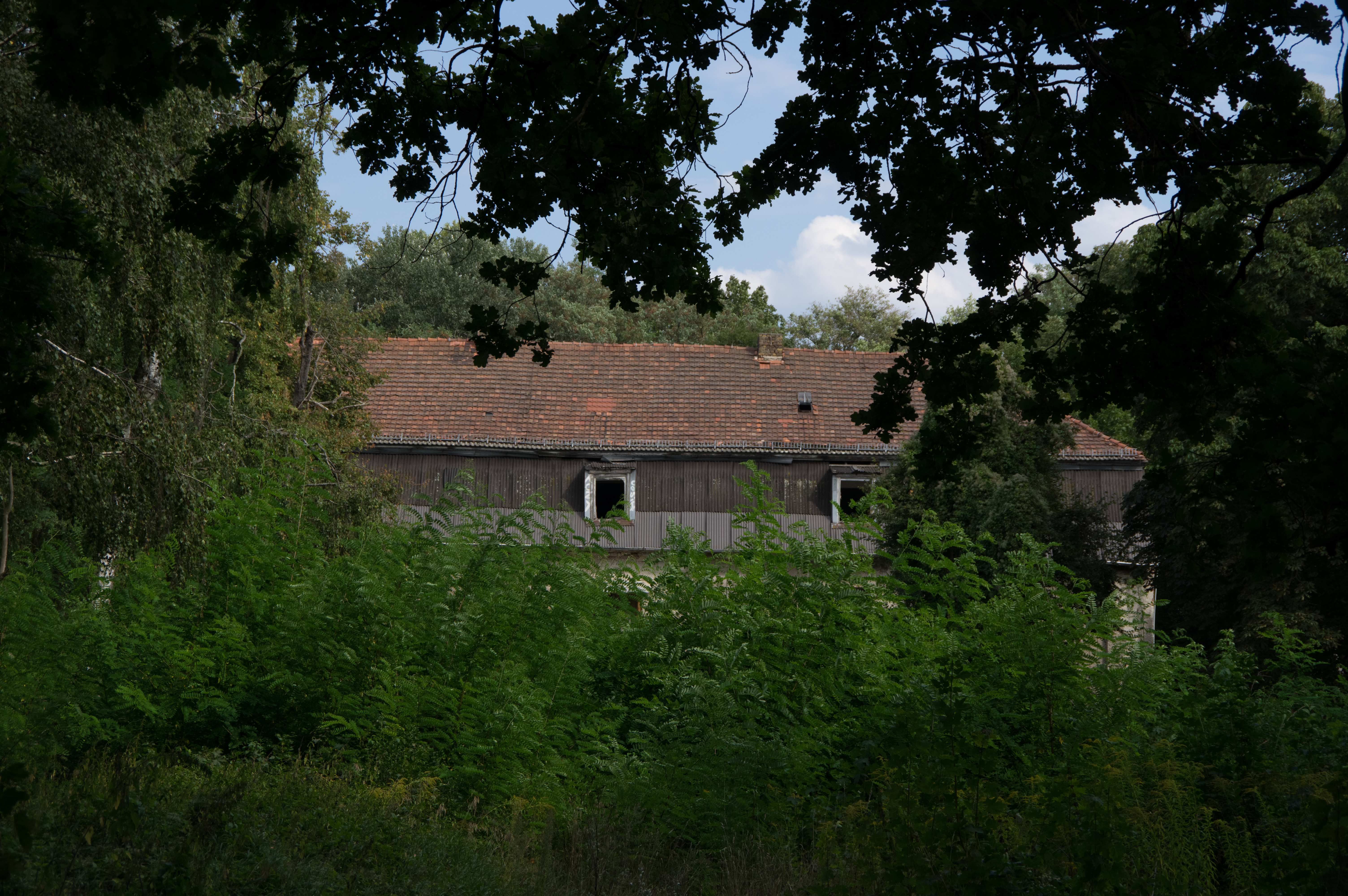
Das Herrenhaus des Lustschlosses, früherer Wohnsitz von Gustaf Gründgens, 2019

Der Ort wurde im Jahre 1542 – und damit vergleichsweise spät – erstmals als Czeisen, Czesenn in einem Lehnsbrief für Wilhelm von Landsberg urkundlich erwähnt. Der Name kommt aus dem Slawischen und bedeutet Ort, wo Fische mit Netzen gefangen werden. Vor 1500 war das Dorf bereits Bestandteil der Herrschaft Teupitz.
Im Jahr 1624 lebten im Dorf 13 Hufner, ein Hirte und ein Laufschmied. Die Gemarkung war nur sieben Hufen groß. Zuvor muss es im Jahr 1619 zu einem Vergleich gekommen sein, denn die Bewohner waren zwar verpflichtet, das volle Giebelgeld zu entrichten, jedoch nur den halben Landschoss. Im Jahr 1626 übernahmen die von Thümen den Ort. Sie erhielten das Dorf, die Ober- und Untergerichtsbarkeit sowie das Kirchenpatronat. Außerdem hielten sie die Straßengerechtigkeit, sieben Pflugdienste und einen Kossätendienst sowie weitere Hebungen und den Hirten. Im Jahr 1631 bestand ein Gut und Dorf Zeesen; 1632 mit sieben Pflugdiensten, einen Kossätendienst sowie dem Hirten. Im Dreißigjährigen Krieg wurde der Ort schwer verwüstet: 1652 lebten nur noch ein Bauer mit einem Sohn im Ort, der 1653 wiederverkaufsweise in den Besitz derer von Pfuel überging. Ab 1690 kam der Ort in den Besitz derer von Danckelmann. Freiherr von Eberhard von Danckelmann ließ auf den Grundmauern eines Gutes ein Lustschloss errichten. Das Maison de Plaisance bestand aus einem Herrenhaus mit Nebengebäude und Park und wurde vermutlich von Johann Arnold Nering gebaut, der zur selben Zeit auch deren Berliner Stadtpalais plante. 1697 enteignet Friedrich I. den Freiherren und schenkte das Anwesen im Jahr 1699 seinem Sohn Friedrich Wilhelm I.

### 18. Jahrhundert
Im Jahr 1711 standen in Zeesen lediglich zwei Giebel (=Wohnhäuser); es gab einen Schäfer und einen Knecht, die für die drei Hufen je vier Groschen an Abgaben leisten mussten. Bis 1745 war Zeesen auf zwei Bauern, einen Krug sowie ein Forsthaus angewachsen. Außerdem gab es ein Vorwerk. 1765 verpachtete das preußische Königreich seine Besitztümer für eine jährliche Pacht von 480 Talern an den Amtmann Sydow. In Zeesen lebten zu dieser Zeit etwa 70 Einwohner. Die Entwicklung stagnierte jedoch: 1771 gab es weiterhin nur zwei Giebel, einen Hirten bei gleichbleibenden Abgaben von vier Groschen für drei Hufen. Erst aus dem Jahr 1783 sind ein Förster, ein Schulbedienter, vier Bauern, sechs Kossäten, vier Hausleute und ein Gärtner überliefert.

### 19. Jahrhundert

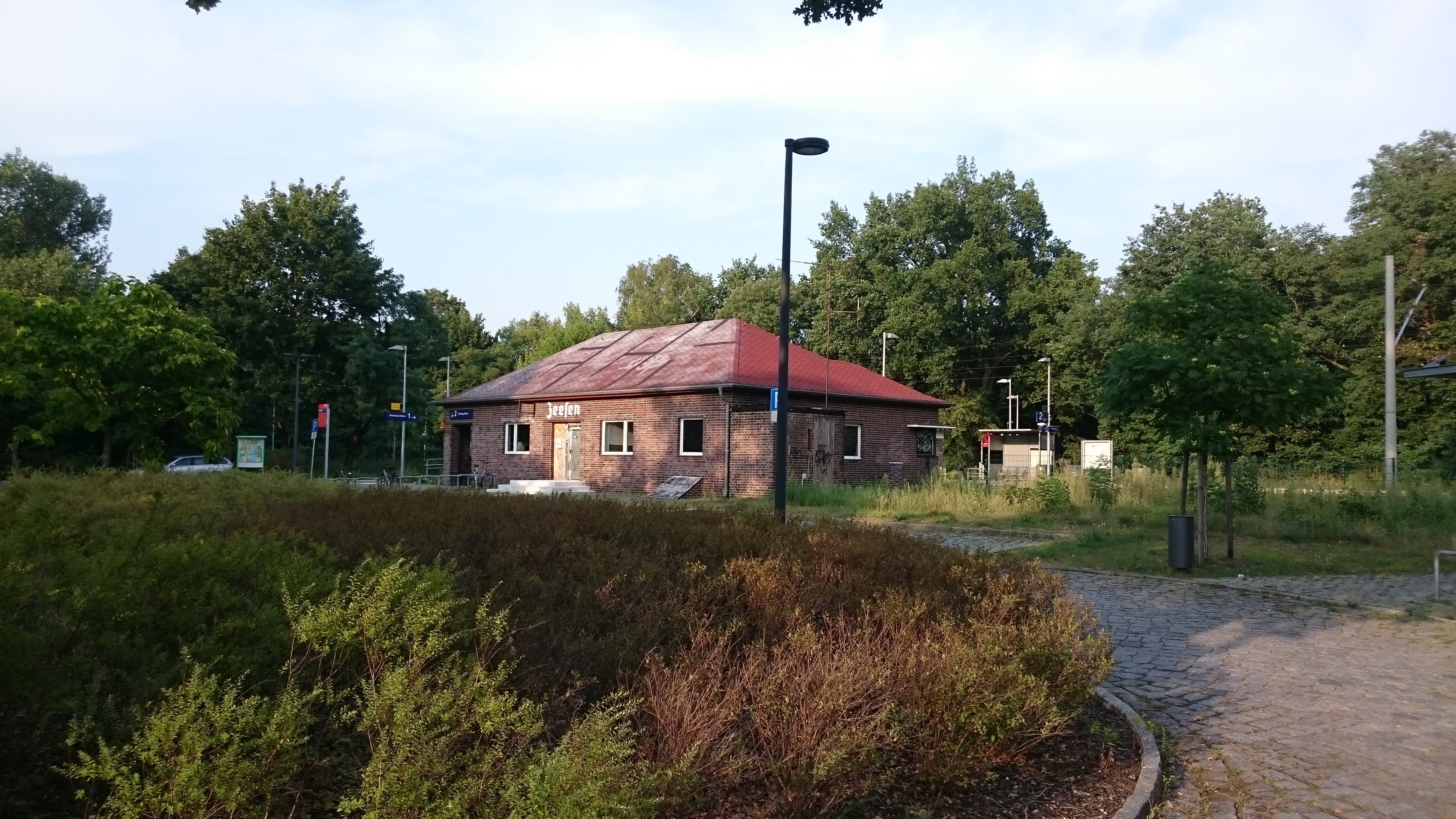
Bahnhof Zeesen

Im Jahr 1801 lebten in Zeesen vier Ganzbauern, sechs Büdner, fünf Einlieger und der Krüger. Die Gemarkung war drei und neun Hufen groß; es gab 20 Feuerstellen (=Haushalte). Anfang des 19. Jahrhunderts wurde in Preußen die Schulpflicht eingeführt. Die Einwohner nutzten ab 1812 das Hirtenhaus am Weidendamm und errichteten dort ein Schulgebäude mit zwei Klassenzimmern und einer Wohnung für den Lehrer. Im Jahr 1840 standen im Dorf und Vorwerk insgesamt 11 Wohnhäuser. 1858 bestand Zeesen aus dem Dorf mit Körbiskrug. Es gab vier Hofeigentümer und einen Pächter, die 8 Knechte und Mägde sowie 8 Tagelöhner beschäftigten. Weiterhin gab es 14 nebengewerbliche Landwirte sowie 18 Arbeiter. Im Dorf gab es 19 Besitzungen: Eine war mit 720 Morgen größer als 600 Morgen, drei zwischen 30 und 300 Morgen (zusammen 376 Morgen), eine zwischen 5 und 30 Morgen (8 Morgen) sowie 14 unter 5 Morgen (zusammen 28 Morgen). Im Dorf hatten sich zwischenzeitlich zahlreiche Gewerke niedergelassen. Es gab einen Schneidermeister, drei Zimmerergesellen mit einem Lehrling, drei Maurergesellen sowie zwei Krüge. Im Gut arbeiteten neben dem Gutseigentümer vier Knechte und Mägde mit 22 Tagelöhnern sowie vier Bedienten. Eine Besitzung war 1000 Morgen groß, eine weitere 3200. Im Gut lebten weiterhin zwei Rentner. Im Jahr 1860 standen im Dorf ohne Körbiskrug ein öffentliches sowie 13 Wohn- und 21 Wirtschaftsgebäude. Hinzu kamen neun Wohn- und 13 Wirtschaftsgebäude, darunter eine Ziegelei, die im Gut standen. Der Ort erlebte einen wirtschaftlichen Aufschwung, der durch den Anschluss an die Bahnstrecke Berlin–Görlitz im Jahr 1866 weiter befördert wurde. 1870 entstanden zwei Ziegeleien, die Mauersteine insbesondere ins schnell wachsende Berlin liefern. Nach mehrfachen Besitzerwechseln im 18. Jahrhundert erfolgten Anfang des 19. Jahrhunderts Umbauten am Lustschloss, die die Gestalt des Hauses bis ins 21. Jahrhundert prägen. Nicht mehr aufgebaut wurde ein Langhaus für Arbeiter und Angestellte, das 1877 niederbrannte. An seiner Stelle wurden eingeschossige Wohnhäuser errichtet.

### 20. Jahrhundert

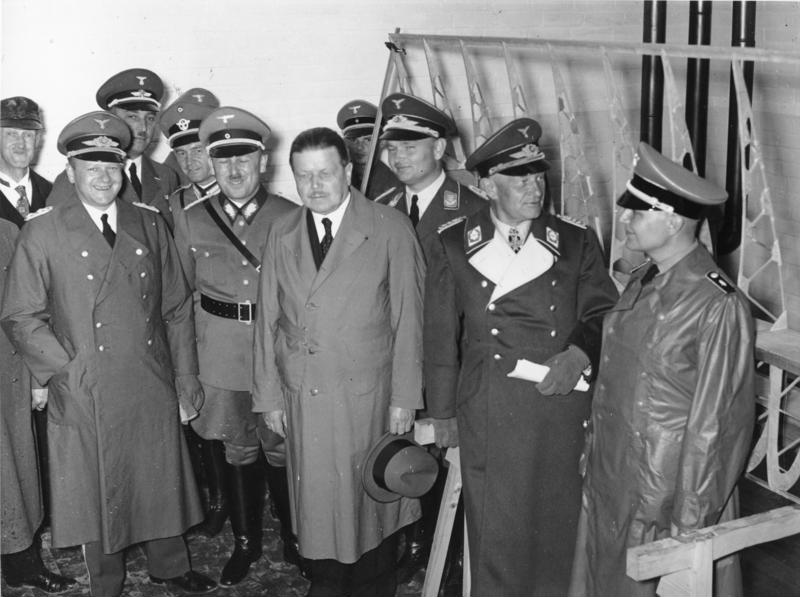
Übergabe des Jungfliegerheims (1937)

Um die Jahrhundertwende standen im Ort 31, im Gut zwei Häuser. Der Bestand wuchs auf 161 Häuser im Jahr 1931 an. Seit Ende des 19. Jahrhunderts war das Schloss Domizil der jüdischen Bankiersfamilie Goldschmidt und nach NS-Arisierung ab 1935 auf Betreiben von Hermann Göring schließlich Sommerresidenz des Schauspielers und Regisseurs Gustaf Gründgens und dessen Ehefrau, der Schauspielerin Marianne Hoppe. 1892 errichtete die Gemeinde ein neues Schulgebäude am Rand des Dorfes, das nun das Hirtenhaus ersetzte.
Während des Ersten Weltkriegs baute das Unternehmen Schütte-Lanz Luftschiffe in Zeesen. Der Werftbetrieb begann im Jahre 1916, montiert wurden hier die Kriegsluftschiffe SL 12, SL 17 und SL 21. Wesentlich bedeutender war an diesem Standort der Bau von Flugzeugen (500 bis September 1918) sowie die Entwicklung und der Bau von Torpedogleitern (über 100), einer frühen Form von Marschflugkörpern. In der Fabrik arbeiteten bis zu 1500 Menschen, so dass die Bevölkerungsanzahl weiter anstieg. Mit dem Friedensvertrag von Versailles wurde der Werftbetrieb eingestellt und die Montagehallen der Flugzeuge, als auch der Luftschiffe mussten demontiert werden.
1924 gründete sich die Freiwillige Feuerwehr. Um Wohnraum für Flüchtlinge aus Russland und Polen zu schaffen, wurde 1925 die Fläche auf dem Steinberg parzelliert und unentgeltlich abgegeben. 1927 eröffnete auf Teilen des Schütte-Lanz-Areals die Deutsche Landkraftführerschule (DEULA-Kraft) ihren Hauptsitz. Von Zeesen aus fuhren sogenannte „Lehrkarawanen“ durch ganz Deutschland, um Landwirte im Gebrauch neuer Landmaschinen zu schulen. Weitere Flächen erhielt die Deutsche Reichspost, die in der Schütte-Villa ein Erholungsheim für Postmitarbeiter einrichtete. Im Jahr 1929 wurden rund 182 Hektar des Gutsbezirks Königs Wusterhausener Forst eingemeindet. 1930 bestand Zeesen mit dem Werk Neuer Deutschlandsender, Ansiedlung Neukamerun und Ansiedlung Ziegenluch; 1931 mit Steinberg sowie 1932 mit den Wohnplätzen Kolonie Körbiskrug, Siedlungen Am Steinberg und Bürgerswalde. Von 1936 bis 1945 befand sich auf dem Gelände der ehemaligen Schütte-Lanz Werft eine Postschutzschule der Deutschen Reichspost, die während des Zweiten Weltkriegs zur SS-Postschutzschule wurde. Zeesen war von 1929 bis 1945 ein Standort von Kurzwellenrundfunksendern, wobei erstmals Tannenbaum-Antennen eingesetzt wurden. Daneben existierte bis 1939 auch ein hölzerner Sendeturm. Im gleichen Jahr gab es im Dorf einen land- und forstwirtschaftlichen Betrieb, der zwischen 20 und 100 Hektar groß war. Drei weitere Betriebe waren zwischen 5 und 10 Hektar, 101(!) zwischen 0,5 und 5 Hektar groß.

### Sender Zeesen
Neben den Kurzwellerundfunksendern wurde von 1927 bis 1939 in Zeesen auch der „Deutschlandsender II“ betrieben, der eine T-Antenne besaß, die an zwei 210 Meter hohen abgespannten Stahlfachwerkmasten aufgehängt war. Der westliche dieser Masten stürzte beim Bau im Jahr 1927 ein, als seine Konstruktion eine Höhe von 40 Metern erreichte. Hierdurch verzögerte sich die Fertigstellung der Sendeanlage um drei Wochen, sodass deren Einweihung erst am 20. Dezember 1927 erfolgte. Beim Start des Deutschlandsenders war dieser der stärkste Rundfunksender Europas (Langwelle, 240 kHz). Im Jahr 1929 ging hier der Weltrundfunksender auf Sendung.
Von Zeesen aus sendeten die Nationalsozialisten über den Weltrundfunksender Zeesen auf Kurzwelle antisemitische Rundfunkpropaganda insbesondere in den arabischen Raum, auch auf Arabisch. An den Sendungen inhaltlich beteiligt waren die Kollaborateure Mohammed Amin al-Husseini und Raschid Ali al-Gailani. Die politische Bedeutung der Sendungen sowie die Inhalte hat der Historiker Jeffrey Herf ausführlich dargestellt. Die Sendemasten wurden 1945 von der Roten Armee demontiert, die Funkhäuser gesprengt.
Von 1958 bis 1960 errichtete das Ministerium für Staatssicherheit auf dem Areal bei 52° 16′ 27″ N, 13° 36′ 59″ O ein großes Sendezentrum mit einem Langwellensender für die Frequenz 142,86 kHz und 32 Kurzwellensendern mit Sendeleistungen von bis zu 25 kW. Auf dem doppelt umzäunten und schwer bewachten Gelände wurden 62 Rohrmaste mit je 30 Metern Höhe, 3 Fachwerkgittertürme von 45 Metern Höhe und ein Fachwerkgitterturm für Richtfunk von 59 Metern Höhe errichtet. Die Sender wurden hauptsächlich als Zahlensender betrieben.
1990 übernahm die Deutsche Telekom AG das Grundstück und ließ bald die einstigen Sendeanlagen des Ministeriums für Staatssicherheit abbauen. Heute ist das einzige Antennenbauwerk auf diesem Areal ein in den 1990er Jahren errichteter Sendeturm für Mobilfunk.
An die Bedeutung des Senders erinnert ein Museum in den Räumen des jetzt dort betriebenen Lokalradios, das Sendermuseum Königs Wusterhausen auf dem Funkerberg.
Der TV-Privatsender Sat.1 drehte von Februar 2015 bis Juli 2015 die Reality Show Newtopia auf diesem zu Zeesen gehörenden Gelände.

### Nach 1945
Nach dem Ende des Zweiten Weltkrieges übernahm die Rote Armee das Areal der Deutschen Reichspost. Insgesamt wurden 181 Hektar Fläche enteignet und 149 davon aufgeteilt. 133 Bauern erhielten maximal einen Hektar Land (zusammen 36 Hektar), weitere 12 Bauern zwischen einem und fünf Hektar (zusammen 30 Hektar). Sieben Bauern bekamen fünf bis zehn Hektar (zusammen 47 Hektar) und drei weitere Betriebe zwischen 10 und 15 Hektar (zusammen 36 Hektar). Im Jahr 1957 entstand der Wohnplatz Fasanerie. Im Jahr 1958 gründete sich eine LPG vom Typ I mit zunächst vier Mitgliedern und 33 Hektar landwirtschaftlicher Nutzfläche. Sie wuchs bis zum Jahr 1960 auf 15 Mitglieder und 77 Hektar Fläche an. Im Jahr 1973 bestanden das VE Kombinat Industrielle Mast Königs Wusterhausen, Brüterei und Vermehrungszucht Zeesen, das VEG Gräbendorf Vorwerk Kamerun Zeesen-Körbiskrug sowie die PGH Mechanische Werkstätten, Rundfunk- und Fernsehtechnik. Das Erholungsheim der Deutschen Reichspost wurde bis 1994 als Hospital der sowjetischen Truppen genutzt. Das Gelände der Postschutzschule wurde zum Lkw-Reparaturwerk „Progress“ umfunktioniert. Als Besonderheit wurden hier unter dem Namen „Progress“ auch verschiedene Kleinbusse produziert. Das Progress-Werk wurde mit Abzug der letzten sowjetischen Truppen im April 1994 geschlossen und ein Großteil der Gebäude bis zum Jahr 2000 abgerissen.
Das Lustschloss diente vorwiegend als Kinder- und Ferienheim. Es wurde u. a. vom Außenministerium der DDR als Heim für Diplomatenkinder genutzt. Bis 1974 war es als Kreiskinderheim Albert Richter benannt. 1959 erfolgte mit der Kirchweihe der evangelischen Kirche in der Friedenstraße eine der wenigen sakralen Neubauten in der DDR. Nach der Wende kam mit Barbara Lehmann von der SPD im Jahr 1990 die erste frei gewählte Bürgermeisterin ins Amt. Nach der Wende wohnten Mitglieder der linken autonomen Szene im Lustschloss und in einer Wagenburg auf dem Gelände. Dies führte zu häufigen Auseinandersetzungen mit politisch rechts gerichteten Jugendlichen. Seit 1999 steht es leer und verfällt. 1992 eröffnete Manfred Stolpe im Zeesen das erste Gewerbegebiet im Land Brandenburg. In den darauffolgenden Jahren wurde die Infrastruktur sukzessive erneuert. 1993 erfolgte die Grundsanierung der Grundschule, 1996 begann der Ausbau einer zentralen Trinkwasserver- und Abwasserentsorgung der Gemeinde; ein Badestrand am Zeesener See wurde neu gestaltet. Im Jahr 1999 eröffnete der zweite Gewerbepark.

### 21. Jahrhundert
Die Nähe zu Berlin und die Lage an der Berliner Seenplatte führt im 21. Jahrhundert zu einem hohen Bevölkerungszuwachs. Im Jahr 2000 errichteten Handwerker ein Mehrzweckgebäude und eine Turnhalle. Im Jahr 2003 erfolgte unter Protest der Einwohner Zeesens die Eingliederung nach Königs Wusterhausen. 2004 gründete sich ein Zeesener Interessenverein. 2012 wurde die Kirche der Baptisten in der Karl-Liebknecht-Straße eingeweiht. 2013 eröffneten die neue Kindergärten Spatzennest und Tannenzapfen. Im gleichen Jahr wurde die Umgehungsstraße der Öffentlichkeit übergeben. 2017 feiert Zeesen seine 475-jährige urkundliche Ersterwähnung.

## Bevölkerungsentwicklung
| Einwohner | 51 | 79 | 109 | 105 | 119 | Dorf 105 und Gut 57 | 295 und 33 | 439 und 212 | 2291 | 2657 | 2260 | 2709 |

## Politik
Ortsvorsteher ist Uwe Friedrich.

## Wappen
Wappenbeschreibung: Das Wappen ist geteilt und oben in Blau und Gold gespalten. Vorn oben ein goldener Krug; hinten eine grüne Tanne auf einem grünen Berg. Unten in Silber ein blauer Fisch mit Goldauge über einem im Schildfuß gespannten schwarzen Netz.

## Vereinswesen
In Zeesen sind zahlreiche Vereine aktiv, darunter der Zeesener Interessenverein, der Anglerverein Zeesen, der Förderverein der Kita Spatzennest, der Schulförderverein der Grundschule Zeesen, der Förderverein der Feuerwehr Zeesen sowie die Volkssolidarität Bürgerhilfe und die Beach Allstars Zeesen BASZ.

## Verkehrsanbindung
Am Bahnhaltepunkt Zeesen verkehrt im Stundentakt die Regional-Express-Linie RE 7 von Dessau Hbf über Berlin Hbf und Lübben (Spreewald) nach Senftenberg.